# Vũ Đức Đam
Vũ Đức Đam (sinh ngày 3 tháng 2 năm 1963) là nhà lãnh đạo Đảng, Nhà nước và chính trị gia người Việt Nam. Ông nguyên là Phó Thủ tướng Chính phủ nước Cộng hoà Xã hội chủ nghĩa Việt Nam; Phó Trưởng ban Thường trực chỉ đạo phòng chống COVID-19 của Chính phủ; Chủ tịch Ủy ban Quốc gia phòng, chống AIDS và phòng chống tệ nạn ma tuý; Ủy viên Ban Chấp hành Trung ương Đảng Cộng sản Việt Nam khoá XI, XII, XIII, Ủy viên Ban Cán sự Đảng; Trưởng Ban chỉ đạo Phòng chống dịch COVID-19, Ủy viên dự khuyết Trung ương khóa X; Bộ trưởng, Chủ nhiệm Văn phòng Chính phủ; Bí thư Tỉnh ủy, Phó Bí thư, Chủ tịch Ủy ban nhân dân tỉnh Quảng Ninh; Thứ trưởng Bộ Bưu chính – Viễn thông; Phó Chủ tịch Ủy ban nhân dân tỉnh Bắc Ninh; Trợ lý, Thư ký cố Thủ tướng Võ Văn Kiệt.
Vũ Đức Đam là Đảng viên Đảng Cộng sản Việt Nam, học vị Tiến sĩ Kinh tế, Cao cấp lý luận chính trị. Ông trở thành thành viên của Chính phủ Việt Nam từ năm 2011, là thành viên trẻ nhất khi được bổ nhiệm; đồng thời cũng là Phó Thủ tướng Chính phủ trẻ nhất trong Chính phủ Việt Nam các khóa XIII, XIV từ năm 2013. Từ năm 2020, trong đại dịch COVID-19, ông là Trưởng ban Chỉ đạo Quốc gia về phòng chống dịch COVID-19, trực tiếp chỉ huy công cuộc phòng chống dịch, góp phần giúp cho Việt Nam ngăn chặn thành công nhiều làn sóng dịch bệnh cho đến tháng 5 năm 2021 sau cuộc bầu cử quốc hội năm 2021.

## Xuất thân và giáo dục
Vũ Đức Đam sinh ngày 3 tháng 2 năm 1963 tại thôn Cụ Trì, xã Ngũ Hùng, huyện Thanh Miện, tỉnh Hải Dương (nay là xã Thanh Miện), thành phố Hải Phòng. Ông lớn lên và theo học phổ thông ở quê nhà. Năm 1982, ông được Nhà nước cử đi du học tại Université Libre de Bruxelles, thành phố Bruxelles, Vương quốc Bỉ, hoàn thành chương trình học tập năm 1988. Năm 1994, ông bảo vệ thành công luận án Phó Tiến sĩ Kinh tế chuyên ngành Kinh tế thế giới và Quan hệ kinh tế quốc tế tại Viện Kinh tế và Chính trị Thế giới. Tên luận văn là "Xu hướng, kinh nghiệm phát triển viễn thông trên thế giới và vận dụng vào Việt Nam", người hướng dẫn là Giáo sư, Tiến sĩ Bùi Huy Khoát. Trong những năm du học ở châu Âu, ông học hỏi và thông thạo tiếng Anh, tiếng Pháp.
Vũ Đức Đam được kết nạp Đảng Cộng sản Việt Nam vào ngày 19 tháng 2 năm 1993, trở thành đảng viên chính thức vào ngày 19 tháng 2 năm 1994. Trong quá trình hoạt động Đảng và Nhà nước, ông theo học các khóa tại Học viện Chính trị Quốc gia Hồ Chí Minh, nhận bằng Cao cấp lý luận chính trị.

## Sự nghiệp
Vũ Đức Đam bắt đầu sự nghiệp trong tổ chức Đảng, Nhà nước từ tháng 10 năm 1988, khi trở về nước sau những năm du học. Ông được phân công công tác với vai trò kĩ sư tại Công ty Xuất nhập khẩu và Dịch vụ kỹ thuật Bưu điện thuộc Tổng cục Bưu điện. Đến tháng 10 năm 1990, ông trở thành Chuyên viên Ban Phát triển kỹ thuật và Quan hệ đối ngoại, Tổng công ty Bưu chính – Viễn thông Việt Nam. tháng 3 năm 1992, ông trở thành Chuyên viên Văn phòng Tổng cục Bưu điện. tháng 4 năm 1993, ông được Tổng cục trưởng Đặng Văn Thân bổ nhiệm làm Phó Vụ trưởng Vụ Khoa học – Công nghệ và Hợp tác quốc tế, Tổng cục Bưu điện, khi vừa mới 30 tuổi. Trong những năm đầu sự nghiệp, Vũ Đức Đam công tác ở cơ quan nhà nước về viễn thông, bưu điện, tổ chức được đổi tên, thay đổi hình thức nhiều giai đoạn như Tổng cục Bưu điện thuộc Bộ Giao thông Vận tải và Bưu điện rồi thay đổi trực thuộc Hội đồng Bộ trưởng; Tổng công ty Bưu chính Viễn thông mô hình doanh nghiệp và là Tập đoàn Bưu chính Viễn thông Việt Nam ngày nay.
Tháng 10 năm 1994, ông được điều chuyển sang Văn phòng Chính phủ, giữ vị trí Phó Vụ trưởng Vụ Quan hệ quốc tế thuộc Văn phòng Chính phủ Việt Nam. Từ tháng 11 năm 1995 đến tháng 8 năm 1996, ông là Quyền Vụ trưởng rồi Vụ trưởng Vụ ASEAN thuộc Văn phòng Chính phủ Việt Nam.
Tháng 8 năm 1996, Vũ Đức Đam được phân công làm Thư ký Thủ tướng Võ Văn Kiệt. Ông công tác ở vai trò phụ tá, hoạt động trợ giúp cho lãnh đạo hành pháp những năm cuối nhiệm kỳ, những năm 1996 – 1997. Năm 1997, Thủ tướng Võ Văn Kiệt được miễn nhiệm chức vụ Thủ tướng khi 75 tuổi, là Cố vấn Ban Chấp hành Trung ương Đảng Cộng sản Việt Nam. Giai đoạn này, từ tháng 8 năm 1998 đến tháng 3 năm 2003, Vũ Đức Đam tiếp tục phụ tá Võ Văn Kiệt, chức vụ là Trợ lý Cố vấn Trung ương.

## Công tác địa phương

#### Tỉnh Bắc Ninh
Năm 2003, Vũ Đức Đam được Trung ương điều chuyển tới công tác ở tỉnh Bắc Ninh. tháng 3 cùng năm, Thủ tướng Chính phủ Phan Văn Khải quyết định bổ nhiệm Vũ Đức Đam làm Phó Chủ tịch Ủy ban nhân dân tỉnh Bắc Ninh. Sau đó, ông được phân công tham gia Ban thường vụ Tỉnh ủy Bắc Ninh, được bầu làm Phó Chủ tịch thường trực Ủy ban nhân dân tỉnh Bắc Ninh. Từ tháng 4 năm 2004, ông là đại biểu Hội đồng nhân dân tỉnh Bắc Ninh.

#### Tỉnh Quảng Ninh
Tháng 11 năm 2007, Trung ương quyết định điều chuyển Vũ Đức Đam tới công tác ở tỉnh Quảng Ninh, tham gia Ban thường vụ Tỉnh ủy Quảng Ninh và giữ chức Phó Bí thư thường trực Tỉnh ủy tỉnh Quảng Ninh. Tại kỳ họp thứ 12 (kỳ họp bất thường) sáng 05 tháng 5 năm 2008, Hội đồng nhân dân tỉnh Quảng Ninh khóa XI đã bầu ông giữ chức Chủ tịch Ủy ban nhân dân tỉnh Quảng Ninh, thay cho người tiền nhiệm Vũ Nguyên Nhiệm nghỉ hưu. Ông đồng thời giữ chức Phó Bí thư Tỉnh ủy tỉnh Quảng Ninh, phụ trách lãnh đạo hành pháp tỉnh Quảng Ninh những năm 2007 – 2010. Ngày 17 tháng 3 năm 2010, tại Hội nghị lần thứ 26 của Ban Chấp hành Đảng bộ tỉnh Quảng Ninh, Vũ Đức Đam được bầu làm Bí thư Tỉnh ủy tỉnh Quảng Ninh với số phiếu tuyệt đối bởi tất cả các Ủy viên Ban Chấp hành Tỉnh ủy Quảng Ninh, thay thế Nguyễn Duy Hưng. Ông đồng thời giữ chức vụ Chủ tịch Ủy ban nhân dân tỉnh Quảng Ninh cho đến tháng 8 năm 2010.
Ngày 19 tháng 1 năm 2011, tại Đại hội đại biểu toàn quốc lần thứ 11 của Đảng Cộng sản Việt Nam, Vũ Đức Đam được bầu làm Ủy viên Ban Chấp hành Trung ương Đảng Cộng sản Việt Nam khoá XI. Ông công tác với vai trò lãnh đạo toàn diện tỉnh Quảng Ninh cho đến năm 2013, với mục tiêu phát triển kinh tế tỉnh ven biển.

## Công tác Trung ương

#### Bộ Bưu chính Viễn thông
Tháng 8 năm 2005, Vũ Đức Đam được điều chuyển công tác từ Bắc Ninh về Trung ương, được Thủ tướng Chính phủ Phan Văn Khải quyết định bổ nhiệm làm Thứ trưởng Bộ Bưu chính – Viễn thông. Đến ngày 27 tháng 7 năm 2007, Thủ tướng Nguyễn Tấn Dũng kiến nghị, Quốc hội khóa XII phê chuyển chuyển thể Bộ Bưu chính Viễn thông thành Bộ Thông tin và Truyền thông, Vũ Đức Đam chuyển sang làm Thứ trưởng Bộ Thông tin và Truyền thông từ tháng 7 đến tháng 11 năm 2007.
Tháng 4 năm 2006, tại Đại hội Đảng Cộng sản Việt Nam khóa X, khi 43 tuổi, Vũ Đức Đam được bầu làm Ủy viên dự khuyết Ban Chấp hành Trung ương Đảng Cộng sản Việt Nam khóa X nhiệm kì 2006 – 2011.

#### Đứng đầu Văn phòng Chính phủ
Năm 2011, Thủ tướng Nguyễn Tấn Dũng đề nghị phê chuẩn nhân sự Chính phủ nhiệm kỳ XI, về việc bổ nhiệm Vũ Đức Đam. Ngày 03 tháng 8 năm 2011, tại kỳ họp thứ nhất Quốc hội Việt Nam khóa XIII, Vũ Đức Đam được Quốc hội phê chuẩn làm Bộ trưởng – Chủ nhiệm Văn phòng Chính phủ. Ông phụ trách các hoạt động trong Chính phủ những năm 2011 – 2013, tham mưu cho Thủ tướng Nguyễn Tấn Dũng trong công việc chỉ đạo, điều hành các hoạt động chung của bộ máy hành chính Nhà nước, được kế nhiệm bởi Nguyễn Văn Nên. Thời kỳ này, ông đóng vai trò như là người phát ngôn của Chính phủ, đã khởi xướng chương trình chuyên mục Dân hỏi – Bộ trưởng trả lời trên đài truyền hình quốc gia, với mục tiêu tăng cường tương tác giữa cơ quan nhà nước và người dân, tính gần dân, nhận được đông đảo sự ủng hộ.

## Phó Thủ tướng

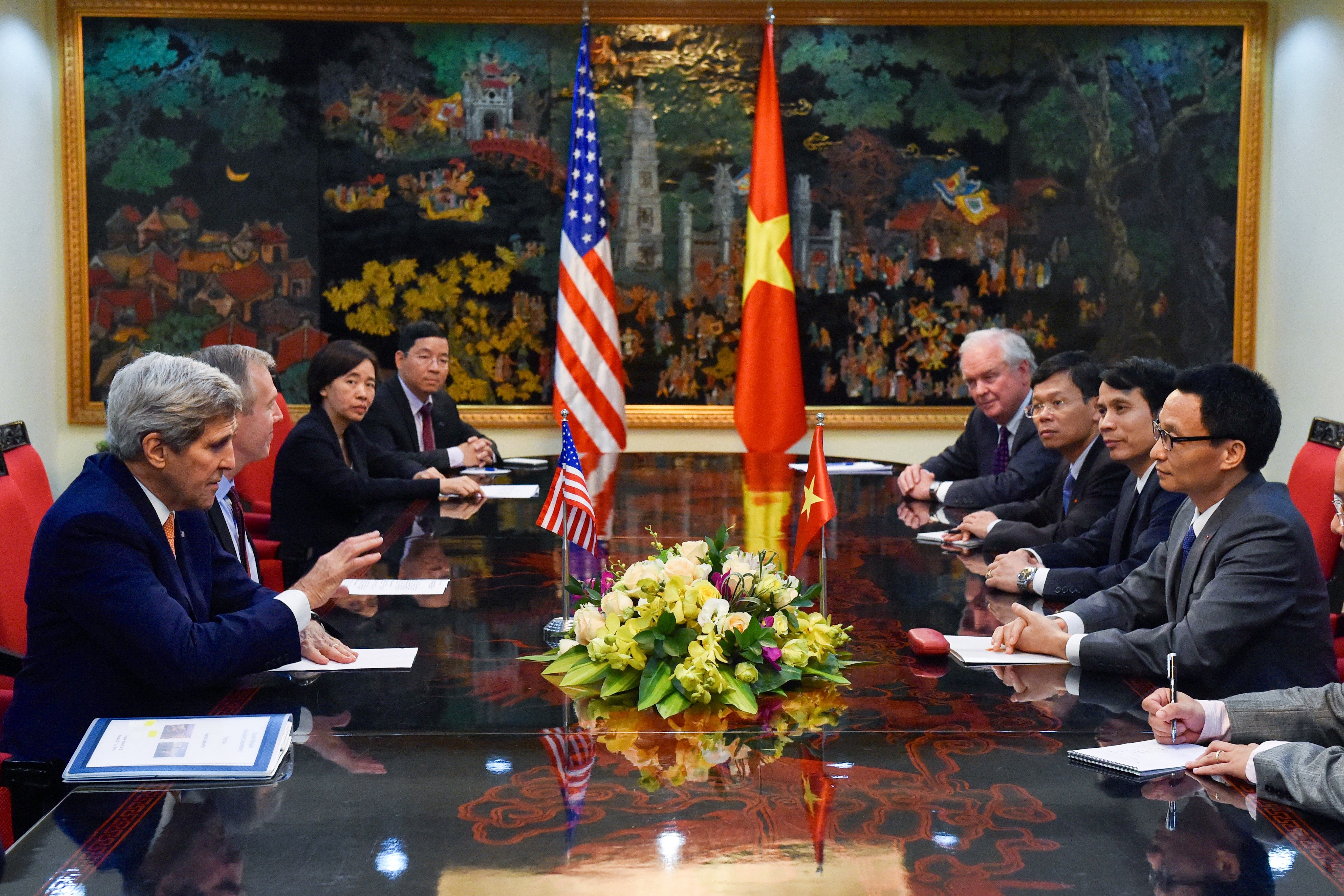
Ngoại trưởng Hoa Kỳ John Kerry và phái đoàn của ông trao đổi với Phó Thủ tướng Vũ Đức Đam tại Văn phòng Chính phủ, năm 2015, trao đổi về việc ra mắt Đại học Fulbright Việt Nam.

Vũ Đức Đam giữ chức vụ Bộ trưởng – Chủ nhiệm Văn phòng Chính phủ cho đến ngày 13 tháng 11 năm 2013, được Quốc hội Việt Nam khóa XIII phê chuẩn giữ chức vụ Phó Thủ tướng Chính phủ tại kỳ họp thứ sáu với tỉ lệ tán thành 84,54%, đồng thời là Ủy viên Ban Cán sự Đảng Chính phủ. tháng 2 năm 2015, Vũ Đức Đam được chỉ định làm Chủ tịch Hội đồng Chỉ đạo biên soạn Bách khoa toàn thư Việt Nam. Ngày 26 tháng 1 năm 2016, tại Đại hội đại biểu toàn quốc lần thứ 12 của Đảng Cộng sản Việt Nam, ông tiếp tục được bầu làm Ủy viên Ban Chấp hành Trung ương Đảng Cộng sản Việt Nam khóa XII nhiệm kì 2016 – 2021.
Ngày 28 tháng 7 năm 2016, tại kỳ họp thứ nhất Quốc hội Việt Nam khóa XIV, ông tiếp tục được Quốc hội phê chuẩn giữ chức vụ Phó Thủ tướng Chính phủ với tỉ lệ tán thành 95,75%, công tác cùng Thủ tướng Nguyễn Xuân Phúc, phụ trách theo dõi, chỉ đạo các lĩnh vực công tác: giáo dục và đào tạo; khoa học và công nghệ; lao động, việc làm và các vấn đề xã hội; thông tin và truyền thông; văn hóa, du lịch, thể dục, thể thao; y tế, dân số, gia đình và trẻ em. Tương ứng với việc phụ trách quản lý các bộ: Bộ Giáo dục và Đào tạo, Bộ Y tế, Bộ Thông tin và Truyền thông, Bộ Khoa học và Công nghệ, Bộ Văn hóa, Thể thao và Du lịch, Bộ Lao động – Thương binh và Xã hội, các đơn vị cấp cao khác như Viện Hàn lâm Khoa học và Công nghệ Việt Nam, Viện Hàn lâm Khoa học xã hội Việt Nam, Đại học Quốc gia Hà Nội, Đại học Quốc gia Thành phố Hồ Chí Minh. Bên cạnh đó, Vũ Đức Đam còn kiêm nhiệm các chức vụ: Chủ tịch Hội đồng Giáo dục quốc phòng – an ninh Trung ương; Chủ tịch Hội đồng quốc gia về phát triển bền vững và nâng cao năng lực cạnh tranh; Trưởng Ban Chỉ đạo nhà nước về du lịch; Trưởng Ban Chỉ đạo liên ngành Trung ương về vệ sinh an toàn thực phẩm; Chủ tịch Ủy ban quốc gia phòng, chống AIDS và phòng, chống tệ nạn ma túy, mại dâm.
Ngày 30 tháng 1 năm 2021, Tại Đại hội đại biểu toàn quốc lần thứ XIII của Đảng, ông tiếp tục được bầu là Ủy viên Ban Chấp hành Trung ương Đảng Cộng sản Việt Nam khoá XIII, nhiệm kỳ 2021 – 2026.
Ngày 28 tháng 7 năm 2021, tại kỳ họp thứ nhất Quốc hội Việt Nam khóa XV, ông được bầu làm Phó Thủ tướng Chính phủ nhiệm kỳ 2021 - 2026 theo đề nghị của Thủ tướng Phạm Minh Chính.

### Phụ trách Bộ Y tế
Cuối năm 2019, đầu 2020, Đại dịch COVID-19 phát tán khắp thế giới, trong đó có Việt Nam. Trung ương Đảng và Nhà nước Việt Nam họp bàn, ra chỉ thị kiên quyết đối phó dịch bệnh, trực tiếp bởi các cơ quan từ Trung ương đến địa phương, được Chính phủ chỉ đạo. Phó Thủ tướng Vũ Đức Đam tham gia chỉ đạo, được phân công nhiệm vụ trực tiếp lãnh đạo phòng chống Đại dịch COVID-19 tại Việt Nam. Ngày 14 tháng 10 năm 2019, Thủ tướng Nguyễn Xuân Phúc đã quyết định phân công Vũ Đức Đam tạm kiêm chức vụ Bí thư Ban cán sự Đảng Bộ Y tế, trực tiếp lãnh đạo toàn diện mọi hoạt động của bộ, đến ngày 05 tháng 11 năm 2019, Bộ Chính trị có quyết định phân công ông kiêm Bí thư Ban Cán sự đảng Bộ Y tế. Ngày 07 tháng 7 năm 2020, ông thôi giữ chức vụ này và trao quyền lại cho Nguyễn Thanh Long, Thứ trưởng Bộ Y tế.

#### Giải quyết dịch bệnh COVID-19
Phó Thủ tướng Vũ Đức Đam chỉ đạo "Khoanh rộng đến đâu phải rất cụ thể, không ỷ lại ở nguyên tắc. Trường hợp Bộ phận đặc biệt của Bộ Y tế tại Bắc Ninh, Bắc Giang yêu cầu khoanh rộng hơn, có giải pháp mạnh hơn mà tỉnh không nghe thì báo cáo tôi để chỉ đạo tỉnh thực hiện" và đưa ra nhận định "chưa ai có kinh nghiệm chống dịch ở các khu công nghiệp với hàng trăm nghìn công nhân làm việc trong môi trường điều hòa kín" trước tình hình dịch bệnh ngày càng phức tạp tại Bắc Ninh, Bắc Giang.
Trước tình hình dịch bệnh gia tăng tại Thành phố Hồ Chí Minh sau 36 ngày giãn cách xã hội, chiều ngày 6/7/2021 Phó Thủ tướng Vũ Đức Đam chỉ đạo TP. HCM phải có những giải pháp dứt khoát, mạnh mẽ, triệt để hơn sớm chấm dứt dịch trong cuộc làm việc trực tuyến với TP. HCM. Phó Thủ tướng Vũ Đức Đam đề nghị "TP. HCM phải siết chặt tay nhau chấp nhận vất vả hơn, thiệt thòi hơn trong thời hạn ngắn để sớm quay lại cuộc sống bình thường"
Phó Thủ tướng Vũ Đức Đam nhấn mạnh "Khoanh hẹp mà chặt thì chống dịch vất vả, kinh tế đỡ thiệt hại. Khoanh rộng và chặt thì chống dịch đỡ vất vả nhưng ảnh hưởng đến kinh tế nhiều hơn. Song nếu khoanh mà không chặt thì thiệt hại sẽ rất lớn. Sau khi đã khoanh vùng, phải điều chỉnh truy vết, xét nghiệm phù hợp" trong cuộc họp với các tỉnh lân cận TP. HCM là Bình Dương, Đồng Nai, Long An, Tây Ninh vào chiều ngày 9/7/2021 khi Thành phố Hồ Chí Minh thực hiện chỉ thị 16 từ lúc 0h ngày 9/7/2021.
Ngày 25 tháng 8 năm 2021, Thủ tướng Chính phủ Phạm Minh Chính ký Quyết định số 1438/QĐ-TTg, bổ nhiệm ông Vũ Đức Đam làm Phó Trưởng ban chỉ đạo Quốc gia phòng, chống dịch COVID-19.

### Miễn nhiệm, thôi các chức vụ trong Đảng và Nhà nước
Ngày 30 tháng 12 năm 2022, trong Hội nghị bất thường, Trung ương Đảng đã cho thôi chức vụ Ủy viên Ban Chấp hành Trung ương Đảng Cộng sản Việt Nam khoá XIII của Vũ Đức Đam.
Ngày 5 tháng 1 năm 2023, Thủ tướng Phạm Minh Chính đã trình Quốc hội miễn nhiệm chức vụ Phó Thủ tướng đối với Vũ Đức Đam. Việc miễn nhiệm được cho là theo nguyện vọng của ông. Đến 16 giờ 55 phút cùng ngày, Quốc hội đã chính thức miễn nhiệm chức vụ Phó Thủ tướng của ông cùng Phạm Bình Minh và bổ nhiệm thay thế hai ông Trần Hồng Hà và Trần Lưu Quang làm Phó Thủ tướng. Nhưng trong thông tin về Phiên họp thứ 23 của Ban Chỉ đạo Trung ương về phòng chống tham nhũng, tiêu cực có thống kê cho thôi 2 phó thủ tướng. Vậy thực chất việc cho thôi chức vụ Ủy viên Ban Chấp hành Trung ương và miễn nhiệm chức vụ Phó Thủ tướng theo nguyện vọng cá nhân của ông là do liên quan đến tham nhũng tiêu cực, vì trong năm 2022 chỉ miễn nhiệm 2 phó thủ tướng.

## Đánh giá
Vũ Đức Đam là một chính trị gia nhận được nhiều sự quan tâm, kính trọng, gây ảnh hưởng lớn ở Việt Nam trong những năm công tác ở vị trí lãnh đạo địa phương, người phát ngôn của Chính phủ, tham gia lãnh đạo Chính phủ, đặc biệt là trong giai đoạn chỉ huy chống Đại dịch COVID-19. Ông được nhận định là một người xuất thân từ gia đình nông dân ở vùng quê nghèo của Hải Dương. Gia đình của ông tuy là nông dân nhưng lại coi việc học hành là quan trọng nhất, khiến ông đi theo quá trình học hỏi. Ông tự hào về cha mẹ đã dạy ông lẽ sống, truyền cho ông tinh thần hiếu học, quyết tâm vượt lên nghèo khó.
Trong đời sống thường nhật, Vũ Đức Đam gần gũi với người dân, xã hội. Là lãnh đạo cấp cao của Nhà nước, ông vẫn thường đi xe máy vào những ngày nghỉ, được bắt gặp và chụp ảnh cùng người dân. Ông thích môn bóng đá, cố gắng sắp xếp để ra sân hằng tuần. Ông từng học múa, học hát để tham gia diễu hành, hòa mình vào công chúng, vào hoạt động của người dân ở lễ hội đường phố carnival Quảng Ninh; tham gia trồng cây, nhặt rác làm sạch môi trường cùng các bạn trẻ trong chiến dịch Tử tế với môi trường; chạy xe máy xuống đường "đi bão" mừng chiến thắng của U23 Việt Nam.
Trong sự nghiệp, Vũ Đức Đam được báo giới đánh giá cao bởi sự gần gũi, thẳng thắn. Ông thường trò chuyện thoải mái, thân thiện với phóng viên như với bạn bè, đồng nghiệp. Giai đoạn 2020, khi được giao nhiệm vụ chỉ huy trực tiếp chống Đại dịch COVID-19 tại Việt Nam, đã kiên quyết lãnh đạo để bảo vệ sức khỏe người dân, được yêu mến và gọi dưới các biệt danh như Người hùng không ngủ, Tướng tư lệnh,...

## Đời tư
Về đời sống cá nhân, Vũ Đức Đam công tác và cư trú ở thủ đô Hà Nội, có vợ, một con trai và một con gái. Vợ ông là Tiến sĩ Đinh Đào Ánh Thủy, Giảng viên, Trưởng bộ môn Kinh tế đầu tư, Trường Đại học Kinh tế Quốc dân. Đinh Đào Ánh Thủy cũng là Tiến sĩ Kinh tế, bà bảo vệ thành công luận án tiến sĩ "Phát triển doanh nghiệp tư nhân ở Trung Quốc và một số gợi ý đối với Việt Nam", năm 2007 ở Viện Kinh tế và Chính trị Thế giới.
Sở thích của ông là xem bóng đá. Ông là fan lớn của giải bóng đá V-League tổ chức hằng năm tại Việt Nam. Khi rảnh, ông vẫn thường chơi thể thao, đặc biệt là bóng đá. Sau trận đấu bán kết U23 Châu Á 2018, ông đã xuống đường ở hồ Gươm hòa cùng cổ động viên ăn mừng chiến thắng của đội tuyển U-23 Việt Nam.